# Region Syddanmark
Die Region Syddanmark (deutsch Region Süddänemark) ist eine der fünf Regionen Dänemarks, welche die höchste Verwaltungseinteilung Dänemarks darstellen. Sie umfasst den Süden von Jütland, die Insel Fünen und die vorgelagerten kleineren Inseln.
Verwaltungssitz ist Vejle. Die fünf dänischen Regionen wurden mit der Verwaltungsstrukturreform 2007 geschaffen.
Die amtliche Statistik unterscheidet in der Region zwei Landesteile (landsdele): Landsdel Fyn östlich des Kleinen Belts und Landsdel Sydjylland westlich des Kleinen Belts.

## Kommunen

### Gliederung
| Wappen | Gemeinde                | Einwohner (1. Januar 2023) | Fläche in km² (1. Januar 2014) |
| ------ | ----------------------- | -------------------------- | ------------------------------ |
|        | Assens                  | 40.944                     | 511,4                          |
|        | Billund                 | 27.021                     | 536,6                          |
|        | Esbjerg                 | 115.758                    | 794,5                          |
|        | Fanø                    | 3.426                      | 54,6                           |
|        | Fredericia              | 52.173                     | 133,6                          |
|        | Faaborg-Midtfyn         | 52.253                     | 633,6                          |
|        | Haderslev (Hadersleben) | 55.353                     | 818,7                          |
|        | Kerteminde              | 23.991                     | 205,8                          |
|        | Kolding                 | 94.528                     | 604,4                          |
|        | Langeland               | 12.384                     | 288,9                          |
|        | Middelfart              | 39.961                     | 298,8                          |
|        | Nordfyn                 | 29.726                     | 452,3                          |
|        | Nyborg                  | 32.262                     | 276,8                          |
|        | Odense                  | 207.762                    | 305,6                          |
|        | Svendborg               | 59.735                     | 415,4                          |
|        | Sønderborg (Sonderburg) | 74.380                     | 496,5                          |
|        | Tønder (Tondern)        | 36.878                     | 1.281,8                        |
|        | Varde                   | 49.995                     | 1.240,1                        |
|        | Vejen                   | 42.924                     | 813,7                          |
|        | Vejle                   | 120.949                    | 1.062                          |
|        | Ærø                     | 6.008                      | 90,1                           |
|        | Aabenraa (Apenrade)     | 59.002                     | 940,7                          |

### Frühere Verwaltungsgliederung
In der Region Syddanmark lagen von 1970 bis 2007 die Ämter Fyns Amt, Ribe Amt und Sønderjyllands Amt sowie die früheren Gemeinden Børkop Kommune, Egtved Kommune, Fredericia Kommune, Give Kommune, Jelling Kommune, Kolding Kommune, Lunderskov Kommune, Vamdrup Kommune und Vejle Kommune.

### Größte Städte
| Ort            |            |  |         | Einwohner |
| Odense         | Odense     |  | 182.387 | 182.387   |
| Esbjerg        | Esbjerg    |  | 71.921  | 71.921    |
| Kolding        | Kolding    |  | 62.338  | 62.338    |
| Vejle          | Vejle      |  | 61.310  | 61.310    |
| Fredericia     | Fredericia |  | 41.243  | 41.243    |
| Sønderborg     | Sønderborg |  | 28.137  | 28.137    |
| Svendborg      | Svendborg  |  | 27.594  | 27.594    |
| Haderslev      | Haderslev  |  | 22.182  | 22.182    |
| 1. Januar 2023 |            |  |         |           |

## Politik

### Regionsrat
Die aktuelle Legislaturperiode begann am 1. Januar 2022. Die 41 Mandate verteilten sich wie folgt:

### Regionsvorsteher
(dän. Regionsrådsformand)
| Name                                        | Partei  | Amtszeit                       |
| ------------------------------------------- | ------- | ------------------------------ |
| Carl Holst                                  | Venstre | 1. Januar 2007 – 22. Juni 2015 |
| Stephanie Lose                              | Venstre | 22. Juni 2015 – 14. März 2023  |
| Bo Libergren (amtierender Regionsvorsteher) | Venstre | 14. März 2023 – 31. Juli 2023  |
| Stephanie Lose                              | Venstre | 1. August 2023 –               |

## Wirtschaft
Im Vergleich mit dem Bruttoinlandsprodukt der Europäischen Union – ausgedrückt in Kaufkraftstandards – erreicht die Region im Jahr 2015 einen Index von 115 (EU-25: 100), deutlich niedriger als der dänische Durchschnitt von 127, aber über dem EU-Durchschnitt. Insgesamt wurde ein BIP von 52,5 Mrd. Euro erwirtschaftet.
Im Jahr 2017 betrug die Arbeitslosenquote 6,1 %.